# 基拉韋亞級彈藥補給艦
基拉韋亞級彈藥補給艦是一款美國海軍的（Kilauea-class ammunition ship）彈藥補給艦，同時也是最後一款。該級彈藥補給艦共8艘，並於1968至1972年間建造後加入美國海軍。
而在1980至1996年間，因為政策轉型，8艘基拉韋亞級彈藥補給艦陸續從美國海軍退役，並移交給美國軍事海運司令部（MSC），船員也從海軍編制的官兵改成由民間船員操作，並於21世紀後陸續退役，並被劉易斯與克拉克級物資補給艦所取代。

## 同級艦
| 艦名         | 弦號  | 造船廠             | 服役時間   | 移交給MSC  | 現況                 |
| ------------ | ----- | ------------------ | ---------- | ---------- | -------------------- |
| 基拉韋亞號   | AE-26 | 福爾河造船廠       | 1968-08-10 | 1980-10-01 | 於2012年作為靶艦沈沒 |
| 比尤特號     | AE-27 | 福爾河造船廠       | 1968-12-14 | 1996-06-03 | 於2006年作為靶艦沈沒 |
| 聖塔芭芭拉號 | AE-28 | 伯利恆麻雀角造船廠 | 1970-07-11 | 1998-09-30 | 已報廢               |
| 胡德山號     | AE-29 | 伯利恆麻雀角造船廠 | 1971-05-01 |            | 已報廢               |
| 燧石號       | AE-32 | 英格爾斯造船廠     | 1971-11-20 | 1995-08-04 | 於2015年11月出售報廢 |
| 沙斯塔號     | AE-33 | 英格爾斯造船廠     | 1972-02-26 | 1997-10-01 | 於2013年11月出售報廢 |
| 貝克山號     | AE-34 | 英格爾斯造船廠     | 1972-07-22 | 1996-12-18 | 已報廢               |
| 基斯卡號     | AE-35 | 英格爾斯造船廠     | 1972-12-16 | 1996-08-01 | 於2013年11月20日報廢 |

## 外部連結
- Kilauea class （页面存档备份，存于）